# Bruce Trigger
Bruce Graham Trigger, kanadski arheolog, antropolog in etnozgodovinar, * 18. junij 1937, Preston, Ontario, Kanada, † 1. december 2006.
Leta 1964 je Trigger doktoriral iz arheologije na Univerzi Yale. Njegove zgodnje študije so preučevale zgodovino arheoloških raziskav in primerjalne študije zgodnjih kultur. Naslednje leto je poučeval na Univerzi Northwestern v ameriški zvezni državi Illinois, nato pa služboval v Montrealu, na Univerzi McGill, na Oddelku za Antropologijo, kjer je ostal do konca svoje kariere.
Verjetno je najbolj poznan po delu The Children of Aataentsic, študiji zgodovine in etnografije plemena Huronov. To delo je Triggerju prineslo številna priznanja, med drugim tudi častno članstvo v preučevanem plemenu. Trigger je kasneje ključne argumente te knjige ponovno uporabil v polemiki Natives and Newcomers, katere ciljna publika so bili posvetni izobraženci. V tem delu, ki je nastalo po tradiciji Franza Boasa, je Trigger dokazoval, da so tako kolonialisti, kot tudi prvotni prebivalci Kanade, imeli bogate in kompleksne družbene in kulturne sisteme in da ni nobene podlage, s pomočjo katere bi lahko trdili da je katerakoli družba v zgodnji Kanadi dominirala nad drugimi.
Njegova knjiga A History of Archaeological Thought raziskuje razvoj arheološke teorije in arheologije kot vede. V delu Understanding Early Civilizations: A Comparative Study je Trigger uporabil strnjen teoretični pristop, da bi poiskal pomen razlik in podobnosti v tvorjenju kompleksnih družb v starodavnem Egiptu in Mezopotamiji, dinastije Šang na Kitajskem, Aztekov in Majev v Mezoameriki, Inkov z Andov in Jorub iz Zahodne Afrike.
Leta 2003 je bilo zasedanje na konferenci Društva za ameriško arheologijo (SAA) posvečeno raziskavam Bruca Triggerja. V letu 2001 je postal funkcionar Narodnega reda Quebeca in leta 2005 član Reda Kanade. Kot članu kanadskega Kraljevega društva mu je bila leta 1985 podeljena njihova medalja Innis-Gérin. Leta 1991 so mu podelili nagrado vlade v Quebecu  Prix Léon-Gérin.
Umrl je za rakom.